# تيموثي هاندز
تيموثي هاندز (بالإنجليزية: Timothy Hands)‏ هو مدرس بريطاني، ولد في 30 مارس 1956.